# 天宁寺塔 (北京)
39°53′42″N 116°20′45″E / 39.8951089°N 116.3459298°E
天宁寺塔，位于北京市西城区天宁寺内，是一座八角砖木结构的密檐式佛塔。该塔始建于隋代，而現存保留的是辽代的砖石结构佛塔，在明清年间均有维修。雖然歷史文獻記天宁寺塔為隋代建造，林徽因、梁思成首先以科學方法斷定天宁寺是辽代建造的。1991年至1992年时曾整体修缮，修繕中发现了辽代建塔时的记事碑，从而确定了确切的建塔时间及塔名。1988年被列为全国重点文物保护单位。

## 历史
天宁寺和其佛塔，歷史文獻記為隋代建造，現代據梁思成考證，認為天宁寺確有過隋代佛塔，為木造桔構而防火性不佳，後因火災焚毁而在辽代時重建砖石结构的佛塔，天宁寺後歷經多次火災，佛塔附近的佛殿经阁大多焚毀，天宁寺塔則安然無恙。
按歷史文獻，天宁寺塔为隋代时期隋文帝所建舍利塔。1935年时，梁思成、林徽因发表了《平郊建筑杂录（下）·由天宁寺谈到建筑年代之鉴别问题》，其中曾以天宁寺塔为例，主張建筑年代的鉴别方法應該「用科学考据态度辩证其确切年代」，斷定「天寧寺塔絕對絕對不是隋宏業寺的原塔」，并给出了该塔建于辽代末年的结论。1991-1992年天宁寺塔大修時，於塔刹（宝顶）拆砌作業时，從刹座内取出辽代建塔碑，从而肯定塔的名称和准确建塔年代，驗證了梁思成考證結果。
天宁寺寺庙为北魏孝文帝元宏所建，其所在寺庙最早被称为“光林寺”，唐朝至辽朝时期被称为“天王寺”。元代末年，天王寺除塔之外的主要建筑全部毁于战火。明宣德十年（1435年）寺庙重建并改名为“天宁寺”，该塔遂定名为天宁寺塔。此后在正德十年（1515年）、嘉靖三年（1524年）、清乾隆二十一年（1756年）、乾隆四十七年（1782年）时，该塔均曾被重修:289。
中华人民共和国成立后，天宁寺塔曾于文革期间被砸毁多尊浮雕佛像，而塔刹也曾于唐山大地震期间被震掉。1992年4月清理塔顶时发现一块汉白玉石碑，后经考证发现该碑为辽代的建塔碑，该塔的建造年代被确定为辽天庆九年（1119年）。修复完成后，该碑被放回原位:636。

## 结构

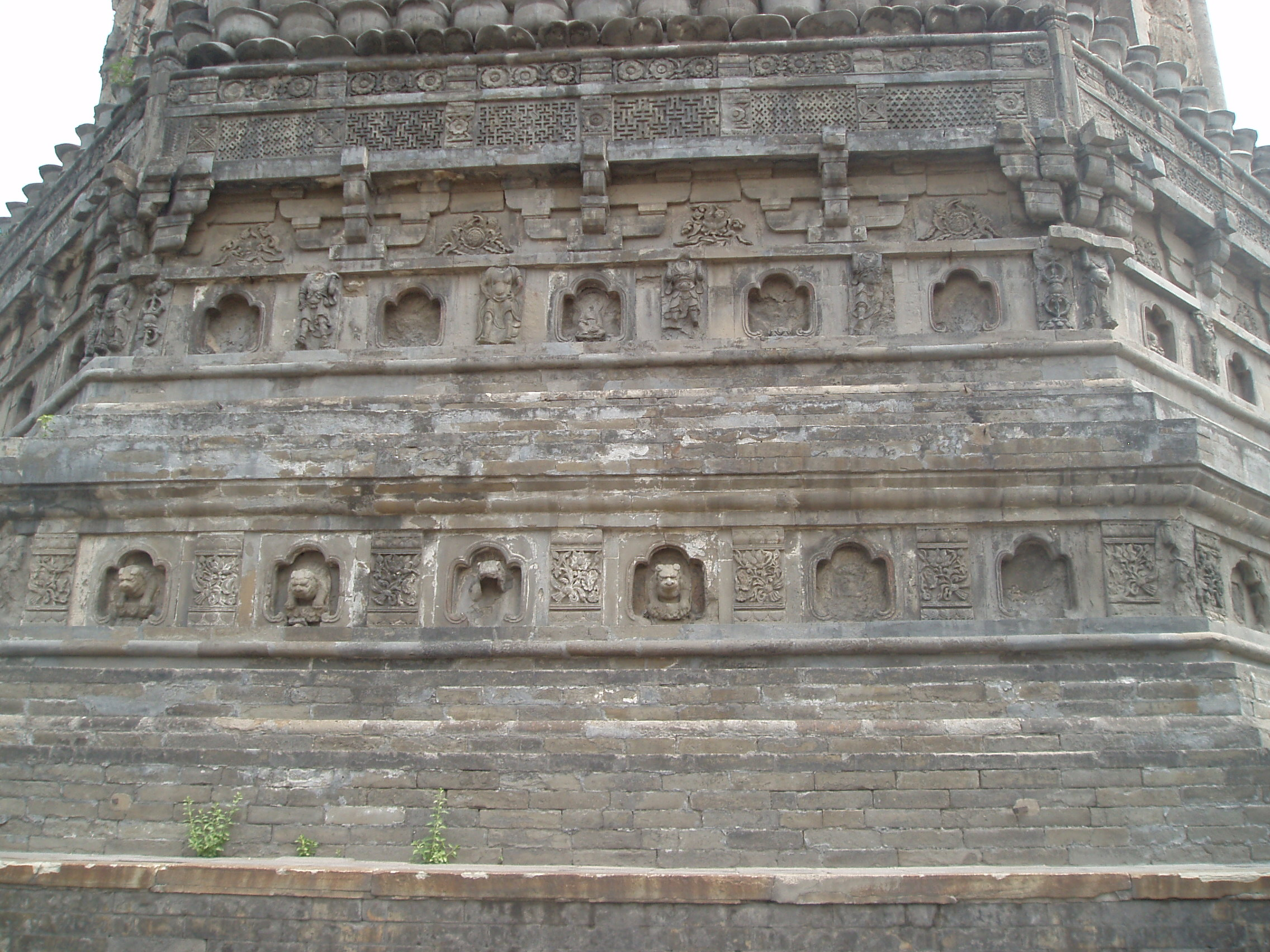
天宁寺塔的基座。下为须弥座，中为须弥座上加的一道束腰，上为平座，最上为三层仰莲座

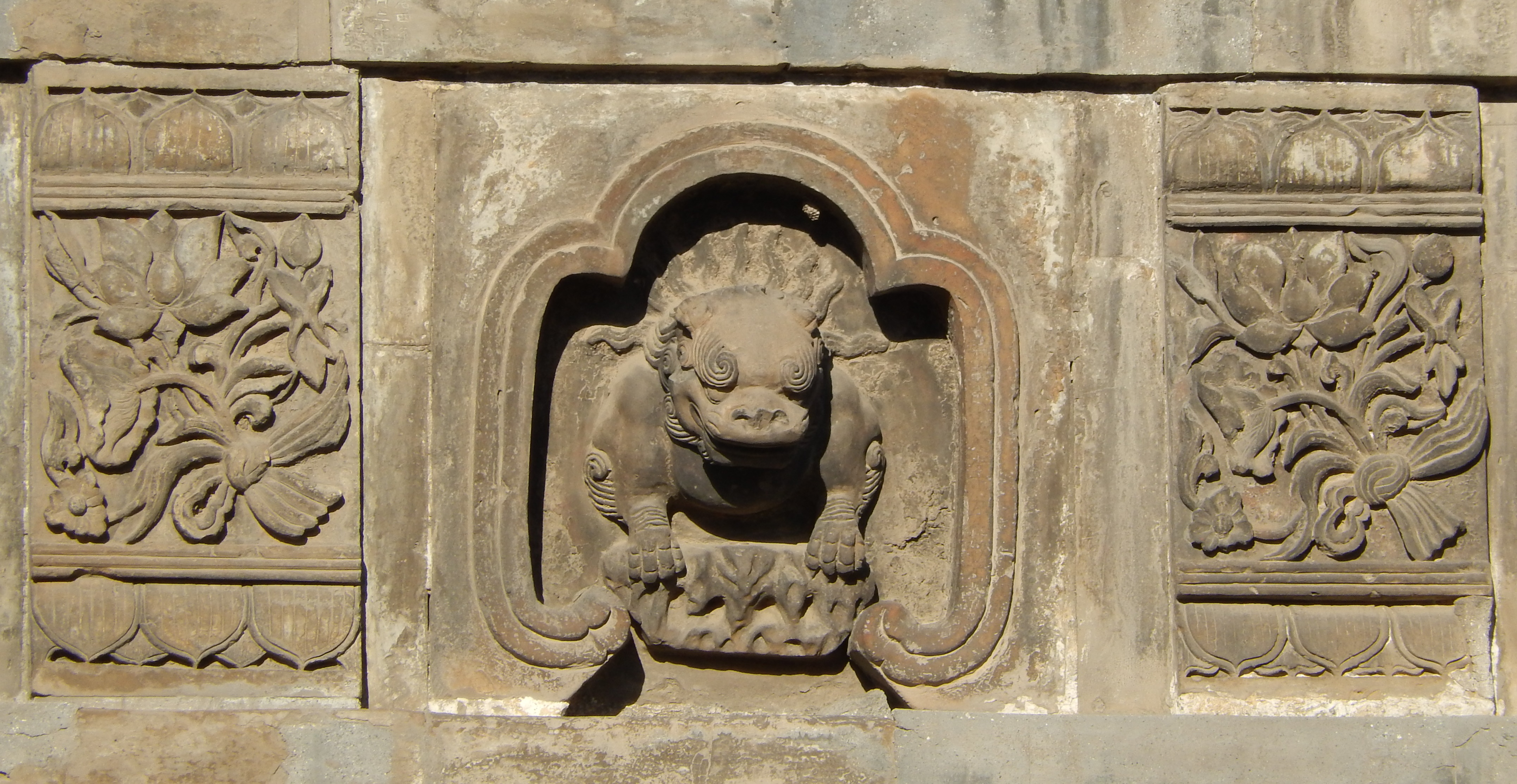
须弥座束腰处的壶门内雕刻的狮兽头

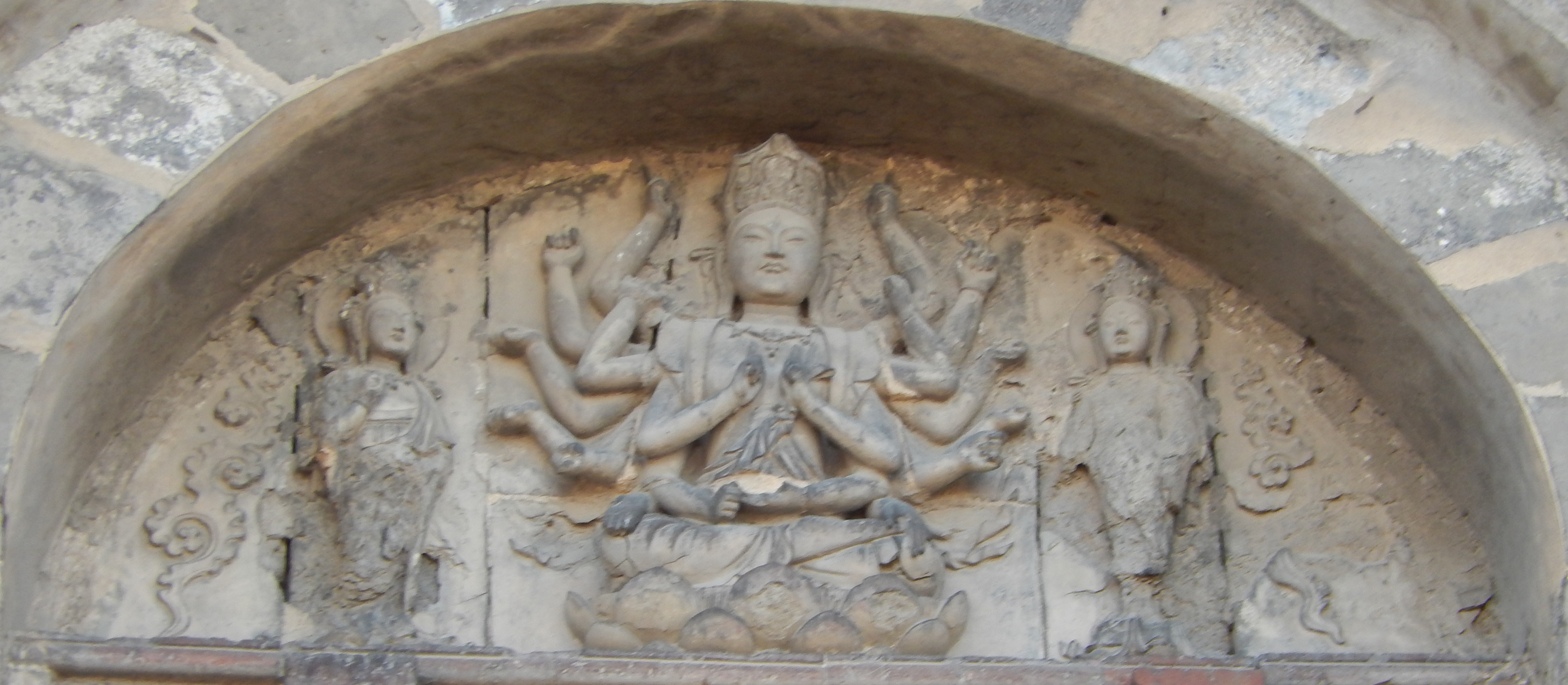
塔身北面拱门内上方的準提菩薩像

天宁寺塔为实心密檐式八角砖塔，高57.8米，共计13层。塔建在一座方形平台之上。该塔由下至上可分为塔座、塔身、塔刹三个部分。其中塔座的最下层为两层须弥座，每层均建有束腰，并雕刻有壶门。上层须弥座上方为平座，上有砖雕的斗拱和栏杆。平座以上为莲台，该莲台由3层仰莲组成。塔身位于莲台之上，正东、正西、正南、正北四个方向分别有砖雕的假门，而东北、西北、东南、西南四个方向则有砖雕直棂窗，直棂窗和假门的两侧有力士造像，顶部有半圆形的菩萨等造型的浮雕，其他壁面部分还有装饰性浮雕。塔身转角处的砖柱上有升降龙的浮雕。部分浮雕残损严重。塔身上有栏额和普柏枋；塔身上半部分为13层塔檐，檐下均有仿木结构的砖雕双抄斗拱，其中最下层的塔檐下有一朵补间铺作，转角处出45°斜拱。自第二层往上均无斜拱，但均有两朵补间铺作，各层塔檐自下而上逐层收分。各层塔檐椽、飞椽、角梁全部木制，檐瓦和脊兽为琉璃制。塔顶为两层八角仰莲座，上托砖刻宝珠作为塔刹。:289-290:7

## 保护
1957年，天宁寺塔被列为第一批北京市文物保护单位:4。1988年，天宁寺塔被中华人民共和国国务院列为全国重点文物保护单位:43-44。由于北京盛行西北风，导致塔的西北方向的佛像比东南向的佛像磨损要更加严重。1991年至1992年时，北京市文物局主持重修了天宁寺塔:289-290。2009年8月，天宁寺塔塔尖上的避雷针更换完成。2011年，该塔的正南方向的假门外被信众安放了一尊释迦摩尼佛像。2014年3月，天宁寺内僧人在没有任何审批手续的情况下，在天宁寺北侧、天宁寺塔保护范围之内建设了3层和4层的违章建筑。北京市和西城区的文物保护部门先后于7月和8月对该处违章建筑下达执法文书，但施工方并不配合。当年8月初，北京市文物局现场执法才叫停了这处违章建筑的建设。最终该处违章建筑被拆除，而西城区文物、住建部门则分别对天宁寺塔管理方北京市佛教协会，以及违章建筑的施工单位进行行政处罚。

## 評價
建筑学家梁思成認為天宁寺塔的设计造型富有音乐韵律，是中國古代建筑设计的杰作。梁思成認為此塔型显然是汉族工匠为满足契丹族统治阶级的需求而创造出来的新类型，是两个民族的智慧结晶，而丰富了中国建筑类型。